# Peberholm

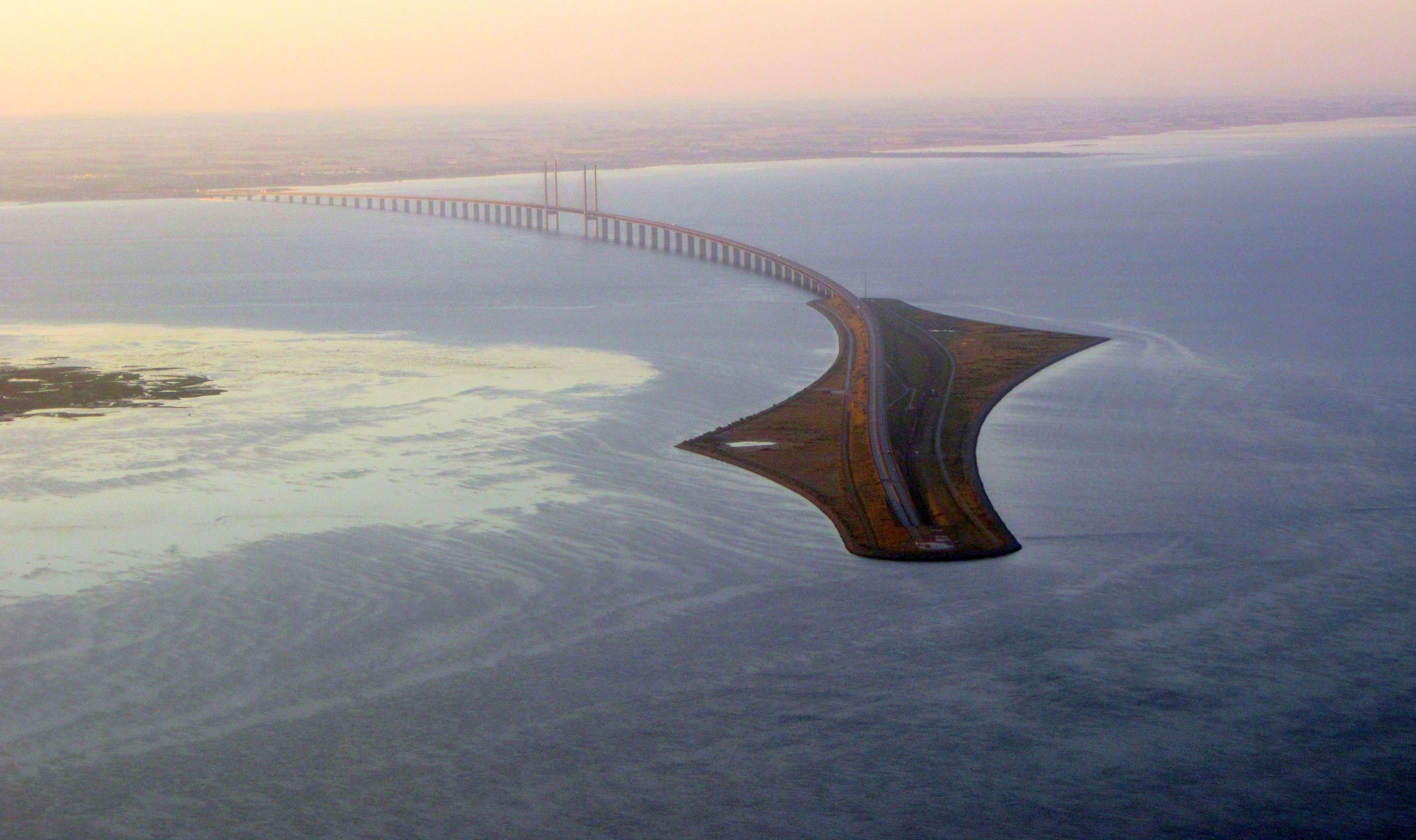
Wyspa Peberholm

Peberholm (od duń. peber – pieprz) – sztuczna wyspa duńska o powierzchni 1,3 km² i długości 4 km, położona w cieśninie Sund, 1 km na południe od naturalnej wyspy Saltholm (salt – sól). Wyspa została utworzona pod koniec lat 90. XX wieku, jako fragment przeprawy drogowo-kolejowej nad Sundem, a zbudowano ją z kamieni z dna morskiego.
Kontury wyspy – wklęsłe i zaokrąglone – projektowano tak, by wyspa nie hamowała przepływu wody i zarazem pasowała do przebiegu zlokalizowanej na niej autostrady.